# Creu de ses Dones
La Creu de ses Dones és una creu de terme de Llucmajor, Mallorca, situada a l'inici del camí de Llucmajor al Santuari de Nostra Senyora de Gràcia. Té una alçada de 3,00 m i es troba documentada l'any 1545. Forma la base una graonada octogonal, de tres graons; el fust i el capitell tenen secció octogonal; i el creuer és de tipologia llatina, de braços rectes amb terminacions trifoliades.
El capitell està dividit en dos cossos difícils de delimitar, presenta quatre imatges i quatre escuts impossibles d'identificar donat el seu deficient estat de conservació. La creu, pròpiament dita, és de pedra diferent del de la resta del conjunt, la qual cosa fa pensar que és més moderna.
Segons conta la tradició, aquesta creu fou aixecada per commemorar la mort de dues dones, el 26 de juliol de l'any 1523, festa de Santa Anna, l'antiga titular del Santuari de Gràcia, que anaven en processó al Santuari com a pregària per l'epidèmia de pesta que delmava la vila. A la base i al fust hi ha incises una gran abundància de petites creus, producte de la devoció que tenia la gent per anar en peregrinació al Santuari.